# بلوپوینت گیمز
بلوپوینت گیمز (به انگلیسی: Bluepoint Games) یک توسعه‌دهنده بازی ویدئویی آمریکایی و بخشی از استودیوهای پلی‌استیشن، واقع شده در شهر آستین می‌باشد.
این شرکت در سال ۲۰۰۶ میلادی توسط دونفر به نام‌های «مارکو تِراش» و «لِیت اَندی اُ'نِیل» تأسیس شد. و هر دونفر از مؤسسان سابقاً در تیم مهندسی مجموعه بازی مِتروید بودند.
در ابتدا بلوپوینت گیمز کار خود را با ساخت بازی‌های جدید آغاز کرد، اما مدتی بعد تمرکز خود را به صورت جدی بر روی سازگار کردن (همانند ریمستر و بازسازی کردن) بازی‌های قدیمی گذاشت.
در سپتامبر ۲۰۲۱ توسط سونی اینتراکتیو انترتینمنت خریداری شده و به استودیوهای پلی‌استیشن پیوستند.

## بازی‌ها
| سال  | عنوان                         | سکو(ها)                     | یادداشت |
| ---- | ----------------------------- | --------------------------- | --- |
| ۲۰۰۶ | میزان انفجار                  | پلی‌استیشن ۳                 | [ ۵ ] |
| ۲۰۰۹ | مجوعه خدای جنگ                | پلی‌استیشن ۳، پلی‌استیشن ویتا | نسخه ریمستر شده خدای جنگ ۱ و خدای جنگ ۲ برای پلی‌استیشن ۳ |
| ۲۰۱۱ | مجموعه ایکو و سایه کلوسوس     | پلی‌استیشن ۳                 | نسخه ریمستر شده بازی‌های ایکو و سایه کلوسوس برای پلی‌استیشن ۳                                                                                                   |
| ۲۰۱۱ | متال گیر سالید مجموعه اچ‌دی    | پلی‌استیشن ۳، اکس‌باکس ۳۶۰    | نسخه ریمستر شده متال گیر سالید ۲: پسران آزادی (توسط بلوپوینت گیمز)، متال گیر سالید ۳: اسنیک ایتر (توسط بلوپوینت گیمز)، و متال گیر سالید: رهرو صلح (توسط گنکی) |
| ۲۰۱۲ | نبرد سلطنتی ستارگان پلی‌استیشن | پلی‌استیشن ویتا              | [ ۱۳ ] [ ۱۴ ] |
| ۲۰۱۳ | فلاور                         | پلی‌استیشن ۴، پلی‌استیشن ویتا | نسخه ریمستر شده پلی‌استیشن ۳ |
| ۲۰۱۴ | تایتان‌فال                     | اکس‌باکس ۳۶۰                 | نسخه اکس‌باکس ۳۶۰ بر عهده بلوپوینت گیمز |
| ۲۰۱۵ | آنچارتد: مجموعه نیتن دریک     | پلی‌استیشن ۴                 | نسخه ریمستر شده آنچارتد: اقبال دریک، آنچارتد ۲: درمیان دزدان و آنچارتد ۳: فریب دریک                                                                           |
| ۲۰۱۵ | گراویتی راش ریمستر شده        | پلی‌استیشن ۴                 | نسخه ریمستر شده گراویتی راش |
| ۲۰۱۸ | سایه کلوسوس                   | پلی‌استیشن ۴                 | نسخه بازسازی شده سایه کلوسوس |
| ۲۰۲۰ | ارواح شیطانی                  | پلی‌استیشن ۵                 | نسخه بازسازی شده ارواح شیطانی، با همکاری استودیو ژاپن |